# Termial
O termial, representado pelo símbolo {\displaystyle ?}, é uma notação matemática posfixa que representa a soma dos números naturais de n até 1.
{\displaystyle n?=n+(n-1)+(n-2)+\ldots +1\,}

## Definição
O termial pode ser definido através da função
{\displaystyle n?={\frac {n^{2}+n}{2}}\,}, que nada mais é do que a soma dos termos de uma progressão aritmética de 1 até n, com razão 1.
Também pode-se utilizar a definição recursiva
{\displaystyle n?={\begin{cases}1\quad \quad \quad \quad \quad \;\;\;se\;n=1\\n+(n-1)?\quad se\;n>1\end{cases}}}

## Exemplos
4? = 4+3+2+1 = 10
5? = 5+4+3+2+1 = 15
6? = 6+5+4+3+2+1=21
- O enésimo número triangular é dado por {\displaystyle n?\,}
- {\displaystyle \sum _{n=1}^{\infty }{\frac {1}{n?}}=\sum _{n=1}^{\infty }{\frac {2}{n(n+1)}}=2\sum _{n=1}^{\infty }\left({\frac {1}{n}}-{\frac {1}{n+1}}\right)=2\,}

## Aplicação
Esta notação é empregada em algumas versões do problema dos Quatro Quatros.